# Eric Millegan
Eric Millegan (Hackettstown, 25 agosto 1974) è un attore statunitense.

## Biografia
Componente di una famiglia numerosa (6 figli in tutto, di cui 2 ragazze), dopo aver concluso gli studi all'Università di Springfield ha studiato recitazione all'"Interlochen Arts Camp" e recitazione teatrale all'Università del Michigan. Ha recitato in vari musical a Broadway e in numerose serie televisive.
Apertamente omosessuale, la rivista Out lo ha nominato "Hottest Up-and-Coming Openly Gay Actor of 2003".

## Filmografia

### Cinema
- Soda Pop, regia di Patrick McGuinn – corto (2001)
- On Line, regia di Jed Weintrob (2002)
- The Phobic, regia di Margo Romero (2006)
- Morning Glory, regia di Mary T. Dinh (2007)
- Lady Peacock, regia di A.J. Mattioli (2014)

### Televisione
- 100 Centre Street – serie TV, episodio 2x03 (2001)
- Law & Order: Criminal Intent – serie TV, episodio 1x13 (2002)
- Curb Your Enthusiasm – serie TV, episodio 4x10 (2004)
- Bones – serie TV, 64 episodi (2005-2007/2016-2017) – Zack Addy